# Edmund Kemper
Edmund Emil Kemper III, detto Ed (Burbank, 18 dicembre 1948), è un serial killer statunitense, autore di omicidi di numerose giovani donne tra il 1972 e il 1973 e dell'omicidio dei nonni nel 1964.
Conosciuto anche semplicemente come «Ed Kemper» o il "Killer delle studentesse", è uno degli assassini seriali più efferati della storia americana. Attivo nei primi anni settanta, iniziò la sua vita criminale sparando ad entrambi i suoi nonni quando aveva quindici anni. Successivamente Kemper uccise e smembrò sei autostoppiste nella zona di Santa Cruz. Infine assassinò sua madre e una delle amiche di lei, prima di costituirsi egli stesso alla polizia poche ore dopo gli omicidi.

## Biografia

### Giovinezza
Kemper era l'unico figlio maschio nato dall'unione tra Edmund Emil Kemper Jr. e Clarnell Strandberg. Da bambino era estremamente brillante, ma manifestò sintomi di disturbi psichici fin dalla giovane età: si divertiva a torturare e uccidere gli animali, faceva strani giochini sessuali con le bambole delle sorelle ed era un piromane; una volta, quando sua sorella gli disse di dare un bacio a un'insegnante, ebbe una crisi di rabbia e le rispose: «Per baciarla dovrei prima ucciderla». Kemper era molto attaccato al padre e rimase devastato dal divorzio dei suoi genitori avvenuto nel 1957, essendo stato affidato alla madre, che lo portò a vivere nel Montana. Aveva un rapporto pessimo con sua madre, Clarnell, poiché lei trattava il padre con sufficienza e disprezzo, sbeffeggiandolo per il suo lavoro manuale. Clarnell voleva che suo figlio diventasse più forte del padre, che riteneva debole, e voleva scongiurare qualsiasi possibilità che diventasse omosessuale. Inoltre, la madre era spaventata dalle tendenze sadiche del figlio e, di conseguenza, lo trattava in maniera più severa rispetto alle sue sorelle. Clarnell faceva spesso dormire il figlio chiuso in cantina, perché temeva che potesse violentare la sorella più piccola.
Nell'estate del 1963 Kemper scappò di casa per andare a cercare il padre in California. Una volta lì, scoprì che il padre si era risposato e non voleva avere più niente a che fare con lui; Kemper padre piazzò il figlio dai nonni, Edmund e Maude Kemper, affinché si occupassero di lui. I nonni vivevano in un ranch sulle montagne nel North Fork, in Arizona. Kemper trovò deprimente vivere lì, specialmente perché detestava sua nonna e il modo in cui lei trattava suo nonno, che gli ricordava molto sua madre. Il 27 agosto 1964 Kemper sparò alla nonna mentre era seduta al tavolo della cucina intenta a scrivere le pagine conclusive del suo libro di fiabe. Quando suo nonno rincasò, Kemper sparò anche a lui. Poi telefonò alla madre, che lo convinse a chiamare la polizia. Interrogato, disse che «voleva solo sentire cosa si provasse a uccidere la nonna» e che uccise anche il nonno perché sapeva che si sarebbe arrabbiato con lui per quello che aveva fatto e perché non voleva causargli il dolore di sapere che sua moglie era morta.
Kemper fu internato nell'Ospedale Psichiatrico Criminale di Atascadero, dove divenne amico del suo psicologo e diventò persino suo assistente. Come risultato dei test su di lui effettuati, si scoprì che possedeva un quoziente d'intelligenza di 136; in un secondo test che gli fecero fare ottenne un QI di 145. Grazie alla sua intelligenza, si guadagnò la fiducia dello psicologo ed ebbe accesso ai risultati dei test sugli altri prigionieri. Kemper fu scarcerato nel 1969, dopo aver scontato una pena di meno di cinque anni di detenzione. Contro il parere di molti dottori dell'ospedale psichiatrico, venne riaffidato alla madre. Kemper riuscì a convincere gli psichiatri di stare bene e di essersi lasciato alle spalle i suoi problemi giovanili. Fece una serie di lavori estemporanei prima di trovare un impiego nel dipartimento dei lavori pubblici (sezione autostrade) dello Stato della California. All'epoca, era alto più di due metri e pesava circa 136 kg ed era noto come un giovane rispettabile e serio, tanto da aver stretto una solida amicizia con il capo della polizia della sua città, che lo aveva soprannominato affettuosamente «Big Ed» e lo invitava spesso a casa sua.

### Omicidi e vittime
Tra il maggio 1972 e il febbraio del 1973, Kemper commise una serie di omicidi, raccogliendo dalla strada giovani autostoppiste, portandole in zone rurali isolate e uccidendole. Accoltellava o strangolava le vittime per poi portarne i cadaveri nel suo appartamento, dove abusava dei corpi per poi sezionarli. Uccise così sei studentesse (quattro della UC Santa Cruz e una del Cabrillo College). Spesso usciva a caccia di vittime quando litigava con sua madre.

#### Mary Ann Pesce e Anita Luchessa
Il 7 maggio 1972 Kemper stava guidando nei pressi del campus universitario del Fresno State College, quando diede un passaggio a due studentesse diciottenni di nome Mary Ann Pesce e Anita Luchessa, che stavano facendo l'autostop per raggiungere la Berkeley University. Dopo aver guidato per circa un'ora, si diresse in una zona di campagna vicino Alameda, dove fermò la macchina e strangolò entrambe le ragazze. Non contento accoltellò ripetutamente sia Pesce sia Luchessa con un grosso coltello da cucina che aveva comprato in una ferramenta proprio per l'occasione. Kemper trasportò i cadaveri a casa della madre, portò i corpi in camera sua e scattò macabre foto pornografiche delle ragazze. Quella stessa notte, Kemper fece a pezzi i cadaveri e infilò i resti di Pesce in una valigia, che poi abbandonò sul ciglio della strada vicino alle montagne. Si servì della testa decapitata di Luchessa per praticare sesso orale, prima di gettare i resti della ragazza in una scarpata.

#### Aiko Koo
La notte del 14 settembre 1972 Kemper raccolse dalla strada la quindicenne Aiko Koo, che aveva deciso di fare l'autostop fino a casa per non dovere aspettare l'autobus. Minacciandola con una pistola, Kemper fermò l'auto a lato della strada e strangolò a morte la ragazza. Piazzò quindi il corpo nel bagagliaio della sua auto e guidò indietro fino alla casa materna. Nella sua stanza, violentò e dissezionò il cadavere.

#### Cindy Schall
Il 7 gennaio 1973 Kemper diede un passaggio alla studentessa diciannovenne Cindy Schall. Fermò l'auto in una zona isolata e le sparò con una pistola calibro 22, più precisamente una S&W Model 41 che aveva comprato sottobanco. Come sempre portò il corpo a casa della madre e lo smembrò. Rimosse anche il proiettile dal cranio della ragazza e seppellì la testa in giardino con il viso rivolto verso le finestre della camera della madre per farle uno scherzo. Successivamente motivò il fatto affermando che lei voleva sempre che le persone la guardassero.

#### Rosalind Thorpe e Alice Liu
Il 5 febbraio, dopo una discussione con la madre, Edmund uscì di casa in cerca di potenziali vittime. Incontrò la ventiquattrenne Rosalind Thorpe e la ventitreenne Alice Liu. Thorpe entrò per prima nell'auto, convincendo Alice a salire dopo di lei. Appena arrivato in una zona “sicura“, egli sparò a entrambe le ragazze e dopo ripeté il solito rituale di portare i corpi in camera, per poi violentarli e smembrarli.

#### Clarnell Strandberg Kemper e Sally Hallett
Venerdì 20 aprile 1973 Edmund uccise la madre nel sonno colpendola con un martello. Successivamente la decapitò, ne violentò il corpo e mise la testa sulla mensola del caminetto, dove la usò come bersaglio per le freccette. Infine le strappò le corde vocali e le gettò nel tritarifiuti. «Mi sembrava appropriato» commentò dopo il suo arresto, «dato che non aveva fatto altro che urlare, strillare e infierire contro di me per anni». Non avendo ancora placato il suo istinto omicida, invitò per cena la migliore amica di sua madre, la cinquantanovenne Sally Hallett. Appena la donna arrivò, la strangolò e uscì di casa.
Kemper guidò verso est cercando di uscire dalla California, credendo di essere soggetto di una caccia all'uomo. Quando però si accorse, tramite la radio, che la notizia non era in realtà circolata e che nessun agente era sulle sue tracce, si scoraggiò, fermò l'auto, chiamò la polizia e confessò gli omicidi.

### Cannibalismo
Interrogato in carcere, ammetterà di aver compiuto anche atti di cannibalismo su almeno una delle sue vittime. Kemper dichiarò infatti: «Effettivamente ho divorato in parte la mia terza vittima. Ho tagliato dei pezzetti di carne che avevo messo nel congelatore. Una volta scongelata, ho cotto la carne in un pentolino con delle cipolle. Poi ho aggiunto della pasta e del formaggio».

### Detenzione

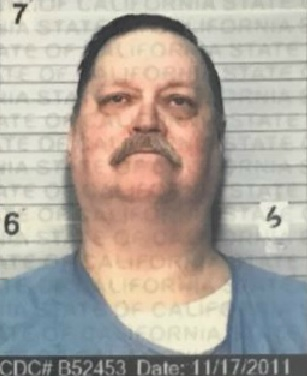
Kemper nel novembre 2011

Al processo si dichiarò infermo di mente, ma venne giudicato colpevole di otto omicidi. Fu richiesta la pena di morte ma, essendo stata sospesa all'epoca, fu condannato all'ergastolo. Kemper non ha mai mostrato nessun segno di rimorso e non ha mai chiesto scusa ai genitori e parenti delle sue vittime. Anzi è parso addirittura orgoglioso del suo acume criminale e del fatto che, per arrestarlo, la polizia abbia dovuto attendere che fosse lui stesso a costituirsi. Dal 1973, anno della condanna, Ed Kemper si è laureato e insegna informatica in carcere e partecipa attivamente a un programma di trascrizione di opere letterarie in alfabeto Braille per i ciechi. Queste attività gli hanno procurato diversi premi dall'amministrazione carceraria americana. Nonostante la buona condotta e l'aver scontato ormai cinquantun’anni di detenzione (è recluso dal 1973), Edmund Kemper è tuttora imprigionato nella California State Prison, di Vacaville, California.

## Nella cultura di massa
Edmund Kemper compare nel libro Mindhunter: La storia vera del primo cacciatore di serial killer americano (Mind Hunter: Inside FBI’s Elite Serial Crime Unit) e nel suo adattamento televisivo Mindhunter, nel quale il serial killer è interpretato dall'attore Cameron Britton. Britton ricevette una nomination al Premio Emmy nella categoria "Miglior attore non protagonista in una serie drammatica" grazie al ruolo.
Estratti dalle interviste di Kemper sono stati utilizzati in numerose canzoni, principalmente in ambito metal estremo, incluse Love // Hate dei Dystopia, The Glorious Dead dei Gorefest, di Abomination Unseen dei Devourment, Forever dei The Berzerker, Severed Head dei Suicide Commando e Crave degli Optimum Wound Profile. Egli viene inoltre citato in molte altre canzoni, come Edmund Kemper Had a Horrible Temper dei Macabre, Fortress dei System of a Down, Temper Temper Mr. Kemper dei The Celibate Rifles, Murder dei Seabound, Edmund Temper degli Amigo the Devil e Killfornia (Ed Kemper) dei Church of Misery. Inoltre, nel manga Monster di Naoki Urasawa, appare un personaggio chiaramente ispirato a Kemper, sia per le sue fattezze che per le abitudini omicide.